# 위나선균
위나선균(胃螺旋菌, 학명: Helicobacter pylori, 라틴어:  헬리코박테르 필로리[*])은 사람 및 동물 등의 위장에 사는 나사 모양의 세균이다. 학명을 따서 헬리코박터 파일로리(영어: Helicobacter pylori 헬리커백터 파일러라이[*]), 혹은 간단히 헬리코박터균 또는 파일로리균이라고 부르기도 한다. Helicobacter pylori에서 helico는 나선형, bacter는 세균(bacteria), pylori는 유문(幽門)이라는 뜻으로, 이전 명칭은 캄필로박터 필로리(학명: Campylobacter pylori, 영어:  캠파일러백터 파일러라이[*])이다. 위의 유문부에 사는 나선형 세균으로, 국제 암 연구소가 규정한 1등급 발암 물질이다

## 개요
1983년 오스트레일리아의 로빈 워렌(J. Robin Warren)과 배리 마셜(Barry J. Marshall)에 의해 발견되었다.
종래에는 위액에 포함한 염산으로 인해 위의 내부가 강산성이기 때문에 세균이 살 수 없는 환경이라고 생각하여 왔다. 위나선균은 유레이스라는 효소를 만들어 내고, 이 효소로 위점액 중의 요소를 암모니아와 이산화탄소로 분해하는데, 이때 생긴 암모니아로 국소적으로 위산을 중화하면서 위에서 정착(감염) 하여 살고 있다. 이 균이 발견됨으로써 동물의 위에 적응하여 사는 세균이 있다는 것이 밝혀졌다.
위나선균에 감염되는 것이 만성 위염, 위궤양이나 십이지장 궤양 뿐만 아니라, 위암이나 MALT 임파종 등의 발생으로도 이어지는 것으로 보고되고 있다. 그 외에 특발성 혈소판 감소성 자반병, 소아의 철 결핍성 빈혈, 만성 두드러기 등의 위외성 질환의 원인이 되는 것도 밝혀지고 있다..
세균들 중에서 악성 종양의 원인이 될 수 있는 것이 밝혀지고 있는 유일한 세균이다.

## 발견
1983년, 오스트레일리아의 로빈 워렌과 배리 마셜은 사람의 위에서 나사 모양의 균을 배양하는 것에 성공했다. 이 발견은 Skirrow 등이1977년에 확립한 캠파일로백터(Campylobacter) 미호기분 배양 기술이 기반이 되고 있다. 캠파일로백터는 감염성의 설사의 원인이 되는 나사균이며 미호기성(저농도의 산소와 이산화탄소를 필요로 함)으로, 영양분 공급이 까다로운 세균의 일종이기 때문에 특수한 배양지와 배양법이 필요하다. 마셜 등은 그 배양법을 응용하여, 만성 활동성 위염 환자의 위 속 유문부근에서 나사균을 분리하는 것에 성공했다.
이 성공의 바탕에는 하나의 세렌디피티가 있었다고 전해진다.. 마셜 등은 캠파일로백터 배양법을 도입하였지만, 대상 균의 배양에 계속 실패하였다. 그러나 1982년 4월의 부활절 때 마셜의 실험 조수가 휴가를 얻어서, 마셜은 보통 배양을 며칠 만에 끝내던 것을 그대로 두어 5일동안 배양되었다. 그리고 휴가가 끝났을 때, 배양지에 세균의 콜로니가 형성된 것에 발견되었고, 이것이 대상 균의 발견으로 연결되었다. 훗날 알게 되지만, 위나선균은 증식이 느리고 배양에 장시간이 필요한 세균이었다.
광학 현미경으로 관찰된 형태와 미호기성을 근거로, 이 균이 캄퓔로박테르의 일종이라고 생각되었기에 Campylobacter pyloridis(campylo-; 구부러진, bacter; 세균, pylorus;유문)라고 명명되었다. 다만, 이 명칭은 라틴어의 문법상 잘못된 점이 있었기 때문에, 1987년에 Campylobacter pylori라고 개명되었다. 그 후, 전자현미경으로 미세 구조의 차이가 관찰되고 유전자 분석에 따라 1989년에는 캠파일로박터와 다른 집단으로서, 헬리코박테르속이 신설되고 Helicobacter pylori(helico-; 나사 모양의)로 명칭이 변경되었다. 또, 같은 방법으로 사람 이외에도 흰족제비, 원숭이, 고양이, 치타 등 동물의 위에서도 같은 균이 분리되어 헬리코박터 속으로 분류되었다.
위궤양 중 대다수와 위염의 일부가 이 균으로 인해 발생된다. 강한 산성 환경인 인간의 위장 속에서 살 수 있는 것으로 알려진 유일한 세균이다. 몸은 나선형으로 생겼으며 몸을 나사처럼 돌면서 위벽에 파고들어가 그 안에서 산다.
1875년 독일의 과학자들이 위벽에 사는 나선형의 세균을 발견했지만 배양에 실패했다. 이 발견은 뒷날 잊혀졌다.
이 세균은 1982년 오스트레일리아의 과학자 로빈 워런과 배리 마셜에 의해 다시 발견되었다. 그들은 세균을 분리·배양시키는 데에 성공했고, 대부분의 위장 질환이 이 세균에 의해 발생한다는 내용의 가설을 논문을 통해 학계에 발표했다. 이는 위궤양과 위염이 스트레스나 자극적인 식품을 자주 섭취하는 식습관 때문에 생긴다는 종전의 학설을 뒤집는 것이었다.
당시 학계에서는 어떤 세균도 위산을 오래 견뎌내지 못할 것이라고 여기어, 이 가설을 쉽게 받아들이지 않았다. 마셜 박사는 결국 스스로 균을 배양한 시험관을 통째로 마셔서 곧 위궤양을 만들어내고, 그 위궤양이 항생제로 치유됨(이는 코흐의 공리 4개 중 3개를 만족시킨다)을 보여주는 등의 자기 스스로를 바쳐 위험한 임상 실험을 했다. 마셜 박사의 헌신적인 실험으로 학계는 점차 그 가설을 받아들이기 시작하여 1994년 미국의 국립 보건원은 위궤양이 대부분 위나선균에 의한 것이며 항생제를 처방할 것을 권하는 내용의 의견서를 출판했다. 2005년 로빈 워런과 배리 마셜은 이 발견으로 노벨 생리학·의학상을 수상했다.

## 역사
- 1875년 - 독일의 연구자가 위 속에서 나사 모양의 균(이하 나사균)을 발견함.
- 1892년 - 이탈리아의 Giulio Bizzozero가 개의 위 속에서 나사균을 발견함.
- 1919년 - 일본의 고바야시 로쿠조가 위산과다인 고양이에서 채집한 균을 토끼에 이식시킨 결과, 위궤양이 일어났다고 발표함.[9]
- 1954년 - 미국의 병리학자 에디 팔머, 위 속 나사균의 존재를 부정함.
- 1983년 - 로빈 워렌과 배리 마셜에 의해 재발견되고 배양법이 확립됨.
- 1994년 - 국제 암 연구 기관(IARC)이 위암의 병원체인 것을 발표함.
- 2005년 - 워렌과 마셜이 노벨 생리학·의학상을 수상함.

## 같이 보기
- 감염성 암원